# Государство Иудея

Предлагаемое местоположение государства Иудея

Государство Иудея (ивр. מְדִינַת יְהוּדָה‎, Medīnat Yəhuda) — предполагаемое галахическое государство на Западном берегу, предложенное израильскими еврейскими поселенцами. После того, как Организация освобождения Палестины (ООП) объявила о провозглашении палестинского государства в 1988 году, некоторые активисты поселенцев (в первую очередь каханисты) опасались, что международное давление вынудит Израиль уйти с Западного берега, и стремились заложить основу для ортодоксального еврейского государства на Западном берегу реки Иордан, если это произойдет. О создании этого государства было объявлено 27 декабря 1988 года в иерусалимском отеле. Каханист-ветеран Майкл Бен-Хорин был объявлен президентом Иудеи. В январе 1989 года несколько сотен активистов собрались и заявили о своем намерении создать такое государство в случае ухода Израиля.
Идея была возрождена после принятия плана одностороннего размежевания, который привёл к насильственному выводу еврейских поселенцев из Газы силами обороны Израиля в 2005 году. В 2007 году раввин Шалом Дов Вольпо предложил создать новое государство на Западном берегу в случае ухода Израиля.

## Варианты флага

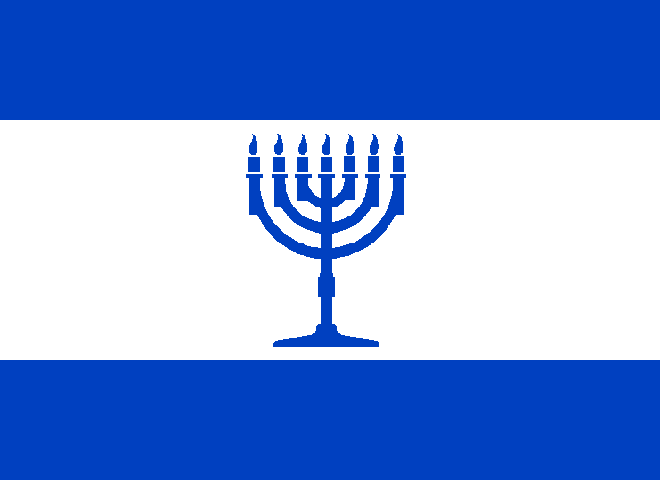

Предлагаемые варианты флага Иудеи очень похожи на флаг Израиля. Как и флаг Израиля, они изображает синий символ на белом фоне между двумя горизонтальными синими полосами, но, в отличие от флага Израиля, символом является Храмовая менора, а не Звезда Давида. В других версиях изображены Звезда Давида иного типа, чем на флаге Израиля, а также некоторые другие символы.